# Gare de Chaumont (Italie)
Pour les articles homonymes, voir Gare de Chaumont (homonymie).
La gare de Chaumont (en italien : Chiomonte) est une gare ferroviaire située sur le territoire de la commune italienne de Chaumont, dans la région de Piémont.

## Situation ferroviaire
Établie à 748 mètres d'altitude, la gare de Chaumont est située au point kilométrique 57,097 de la ligne du Fréjus.
Elle est dotée de trois voies principales bordées par deux quais (un latéral et un central) ainsi que deux voies de service.

## Histoire
La gare de Chaumont a été mise en service le 16 octobre 1871 en même temps que le tronçon de la ligne du Fréjus reliant Bussolin à la frontière française à Modane,.
Le 1er mai 1913, la ligne est électrifiée en courant triphasé. La gare est convertie au courant continu le 28 mai 1961.

## Service des voyageurs

### Accueil
Gare de Ferrovie dello Stato Italiane, elle est dotée d'un bâtiment voyageurs ainsi que d'un distributeur automatique de titres de transport,.

### Desserte
Depuis le 9 décembre 2012, la gare de Chaumont est desservie chaque heure par la branche reliant Turin à Bardonnèche de la ligne 3 du service ferroviaire métropolitain de Turin. Elle est desservie à ce titre une fois par heure du lundi au samedi et plus épisodiquement le dimanche.

### Intermodalité
La gare de Chaumont est en correspondance avec la ligne d'autocars interurbains 286 exploités par Arriva qui relie la gare de Suse à la gare d'Oulx. L'arrêt est situé à une centaine de mètres de la gare sur la route nationale 24.